# Bretschneidera sinensis
Bretschneidera sinensis är en tvåhjärtbladig växtart som beskrevs av William Botting Hemsley. Bretschneidera sinensis ingår i släktet Bretschneidera och familjen Bretschneideraceae. Inga underarter finns listade i Catalogue of Life.

## Bildgalleri

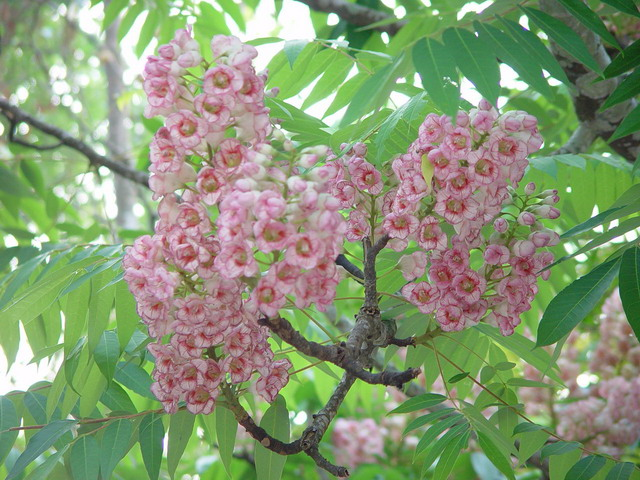